# Ginostem

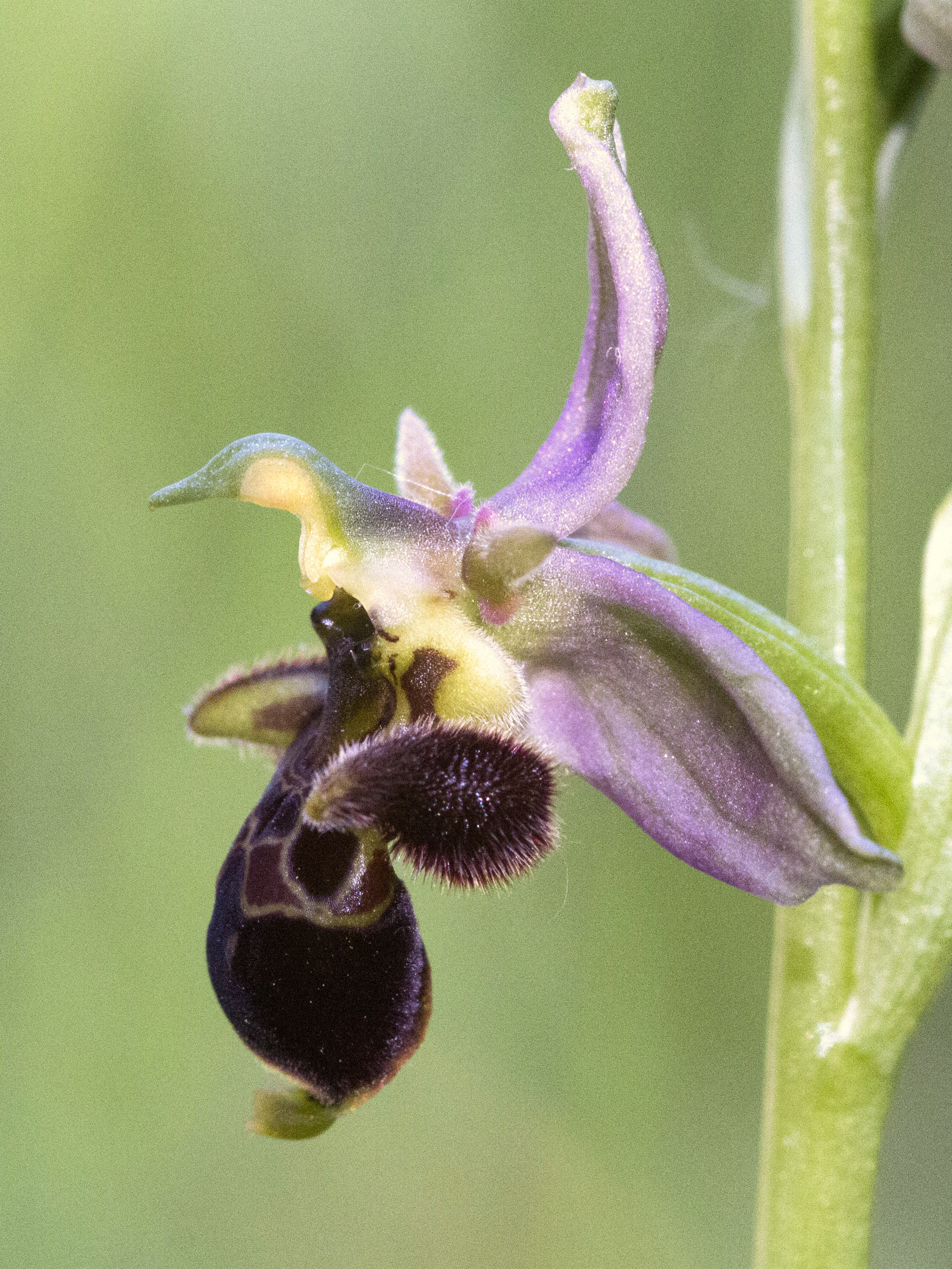
Ginostem en forma d’ocell verd i groc que serveix per a designar l'abellera becada

El ginostem (també anomenat columna) designa els òrgans sexuals fusionats de les orquídies és a dir l'androceu fusionat amb el gineceu. Més concretament, es tracta d’una columna vertical o allargada situada al centre de la flor on conflueixen els estams i els seus pol·línia que formen l’òrgan masculí i l'estil i l'estigma que conformen l’òrgan femení, disposats estratègicament de manera que l’insecte és obligat a complir el seu paper de pol·linitzador.
Etimològicament, aquesta paraula es compon de gino-, procedent del grec antic γυνή (gunê) «dona» i -stem, del grec antic στεμμα (stemma) «corna» qui va donar «estam».
En concret el ginostem es compon de diverses parts anomenades anteres, aurícules, estaminodis, clinandre, pol·linis, claudicle, viscidi, bursicle, rostellum i estigma.

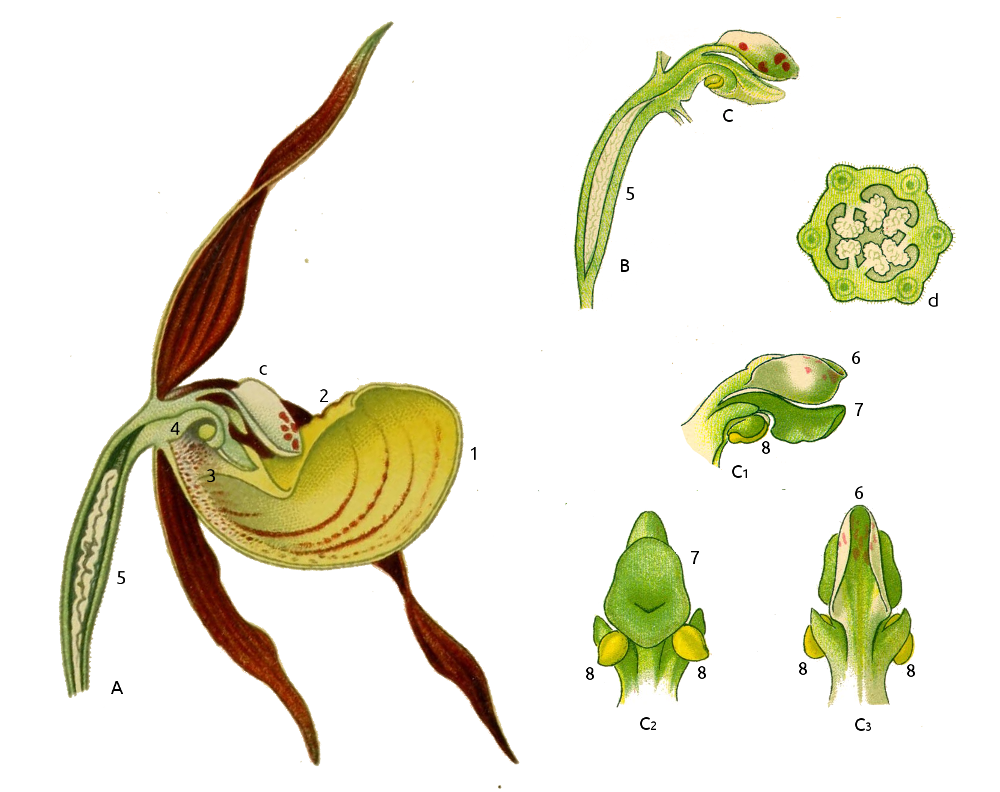
Diagrama floral de les sabatetes de la mare de Déu (Cypripedium calceolus). Llegenda: a) secció longitudinal de la flor ; b) secció longitudinal de l'ovari i ginostem ; c) ginostem ; c1) vista lateral del ginostem ; c2) vista frontal del ginostem; c3) ginostem vist per darrere d) secció transversal del ginostem travessant l'ovari. 1) label ; 2) entrada frontal del label; 3) pas obligatori d'insectes ; 4) sortida posterior del label; 5) ovari ; 6) estaminodi ; 7) estigma; 8) antera i pol·linis.